# Желонь
Жело́нь (укр. Жоло́нь, бел. Жало́нь) — река в Житомирской области Украины и Гомельской области Беларуси, правый приток Припяти.
Длина реки — 113 км, площадь водосборного бассейна — 1460 км². Истоки реки находятся в селе Полеское Овручского района. По территории Беларуси протекает по заболоченной местности Мозырского Полесья, в нижнем течении местами пойма достигает 300 м.
Притоки: Ханя, Хоропунь, Стрелка, Вересожка.
Русло на большом протяжении канализировано, в бассейне реки построено множество мелиорационных каналов. С 1961 года часть стока Желони перенаправлена в реку Словечну. Впадает в Припять возле деревни Вепры Наровлянского района.
На правом берегу реки обнаружены остатки поселений мезолита и неолита. Название Желонь происходит от этнонима гелоны.